# Lovci ve sněhu
Lovci ve sněhu (nizozemsky Jagers in de Sneeuw) je obraz od vlámského malíře Pietera Bruegela staršího z roku 1565. Je malován technikou oleje na dřevě. Obraz byl součástí série zachycující různá období roku. V současnosti je součástí sbírek Uměleckohistorického muzea ve Vídni. Na obrazu jsou převážně vidět dva lidé, kteří se společně se smečkou psů nejspíše chystají vydat do vesničky pod kopcem na němž stojí. Když se však podíváte pořádně uvidíte, že tam jsou obyvatelé co bruslí a někteří dokonce vypadají jako kdyby lyžovali. Také ale nesmíme přehlédnout jakési obydlí ve kterém přenocovali ba ho vlastní, protože by to mohlo změnit celý děj tohoto obrazu.

## Odkaz v kultuře
Obraz Lovci na sněhu se objevuje v Tarkovského filmu Solaris a Trierově Melancholii.